# Adam Cruz

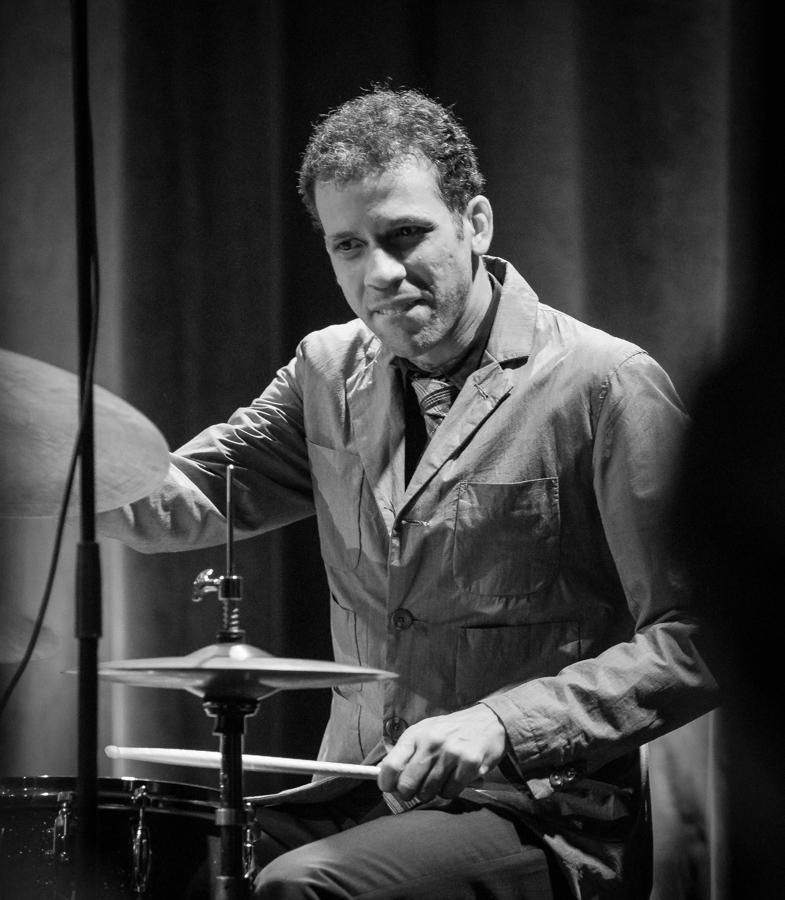
Adam Cruz (2017)

Adam Cruz (New York, 13 februari 1970) is een Amerikaanse jazzdrummer, -percussionist en componist.

## Biografie
Cruz kreeg les van zijn vader, Frank Malabe, Keith Copeland, Kenny Washington en Joe Chambers. In de jaren 80 speelde hij veel met saxofonist David Sánchez en de Mingus Big Band. In 1997 speelde hij in het kwartet van Steve Wilson. Hij toerde en nam op met Chick Corea's groep Origin en had een duo met gitarist Charlie Hunter. In het begin van de 21ste eeuw was hij lid van het trio van pianist Danilo Pérez (met Ben Street op bas).
Hij heeft opgenomen met pianist Edward Simon, Chris Potter, Leon Parker, Francesco Cafiso, Tom Harrell en Ray Barretto. In 2011 kwam hij met zijn debuutalbum als leider, uitgekomen op Sunnyside Records. De plaat bevatte eigen composities en werd gemaakt met Miguel Zenon en Steve Wilson. Milestone kreeg goede recensies in de Los Angeles Times, Downbeat Magazine en JazzTimes. The New York Times omschreef de plaat als "informed by several strains of Latin music but just as meaningfully by brisk post-bop and lyrically minded free jazz".

## Discografie (selectie)

### Als leider
- Milestone (Sunnyside, 2011)

### Met Danilo Pérez
- Till Then (Verve, 2003)
- Danilo Pérez Trio: Live at the Jazz Showcase (ArtistShare, 2006)
- Providencia (Mack Avenue, 2010)
- Panama 500 (Mack Avenue, 2013)

### Met Tom Harrell
- The Art of Rhythm (BMG, 1997)
- Paradise (RCA, 2001)
- TRIP (HighNote, 2014)

### Met Edward Simon
- Edward Simon (Kokopelli, 1995)
- La Bikina (Mythology, 1998)
- Simplicitas (Criss Cross, 2005)

### Als 'sideman'
- met Leon Parker: Above and Below (Sony/Columbia, 1994)
- met Mingus Big Band: Gunslingin' Bird (Dreyfus, 1995)
- met Virginia Mayhew: Nini Green (Chiaroscuro, 1997)
- met Chick Corea's Origin: A Week at The Blue Note (Stretch, 1998)
- met David Sánchez: Melaza (Sony, 2000)
- met Donny McCaslin: The Way Through (Arabesque, 2003)
- met Steve Wilson: Soulful Song (Maxjazz, 2003)
- met Ray Barretto: Standards Rican-Ditioned (Zoho Music, 2006)
- met David Brandom: No Way Out (Blu Jazz, 2007)
- met Chris Potter: Song for Anyone (Sunnyside, 2007)
- met Dave Pietro: The Chakra Suite (Challenge, 2008)
- met David Sánchez: Cultural Survival (Concord, 2008)
- met Francesco Cafiso: Angelica (CAM Jazz, 2009)
- met Anthony Branker & Ascent: Dance Music (Origin, 2010)
- met Anthony Branker & Word Play: Dialogic (Origin, 2011)